# Marcatge identificatu

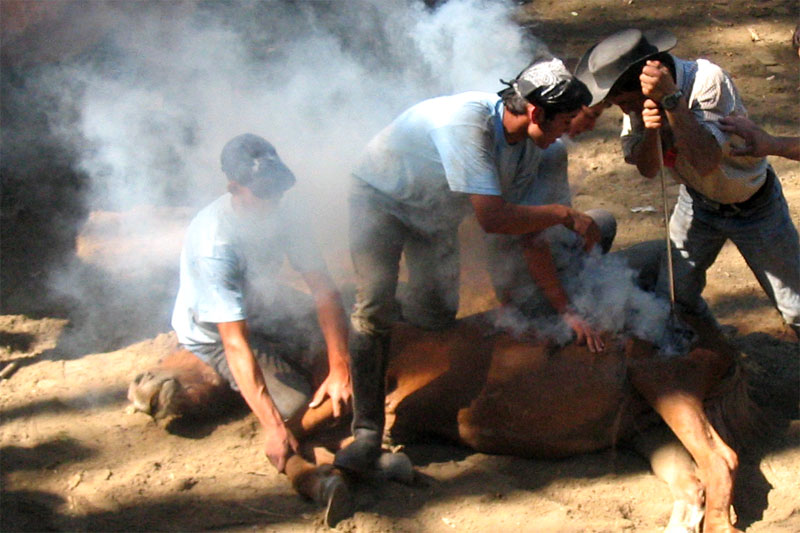
Marcatge d’un poni gallec

El marcatge identificatiu és una pràctica que consisteix en aplicar un objecte roent sobre una part del cos per deixar-hi la marca de la cremada, amb una forma particular i duradora, fins i tot definitiva. Practicat entre membres d’un grup o com a tatuatge, el senyal que deixa el marcatge s’anomena marca.

## En animals

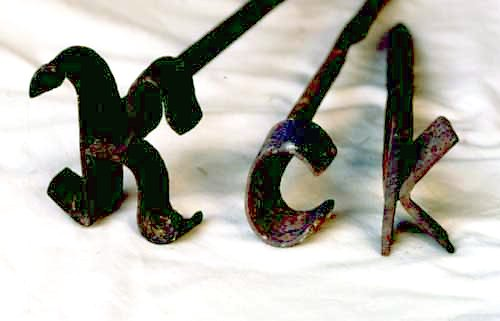
Ferros de marcar.

### Orígens
Originalment, per marcar un animal, s’utilitzava qualsevol objecte roent, com ara un ferro o un pal, Amb l’augment de la reproducció a Europa a l'edat mitjana, el marcatge es va anar aplicat com a mitjà d'identificació del propietari dels animals amb pell gruixuda com són les vaques o els cavalls.
A l'oest americà, el marcatge es va desenvolupar mitjançant cowboys. L'eina utilitzada es compon d'una vareta de ferro amb la marca del propietari del ranxo al final. Aquesta identificació única en animals permetia a l’oest americà una barreja de ramats durant el transport, sense risc de pèrdua durant la seva separació a l'hora de lliura-los al comprador.

### Avui dia

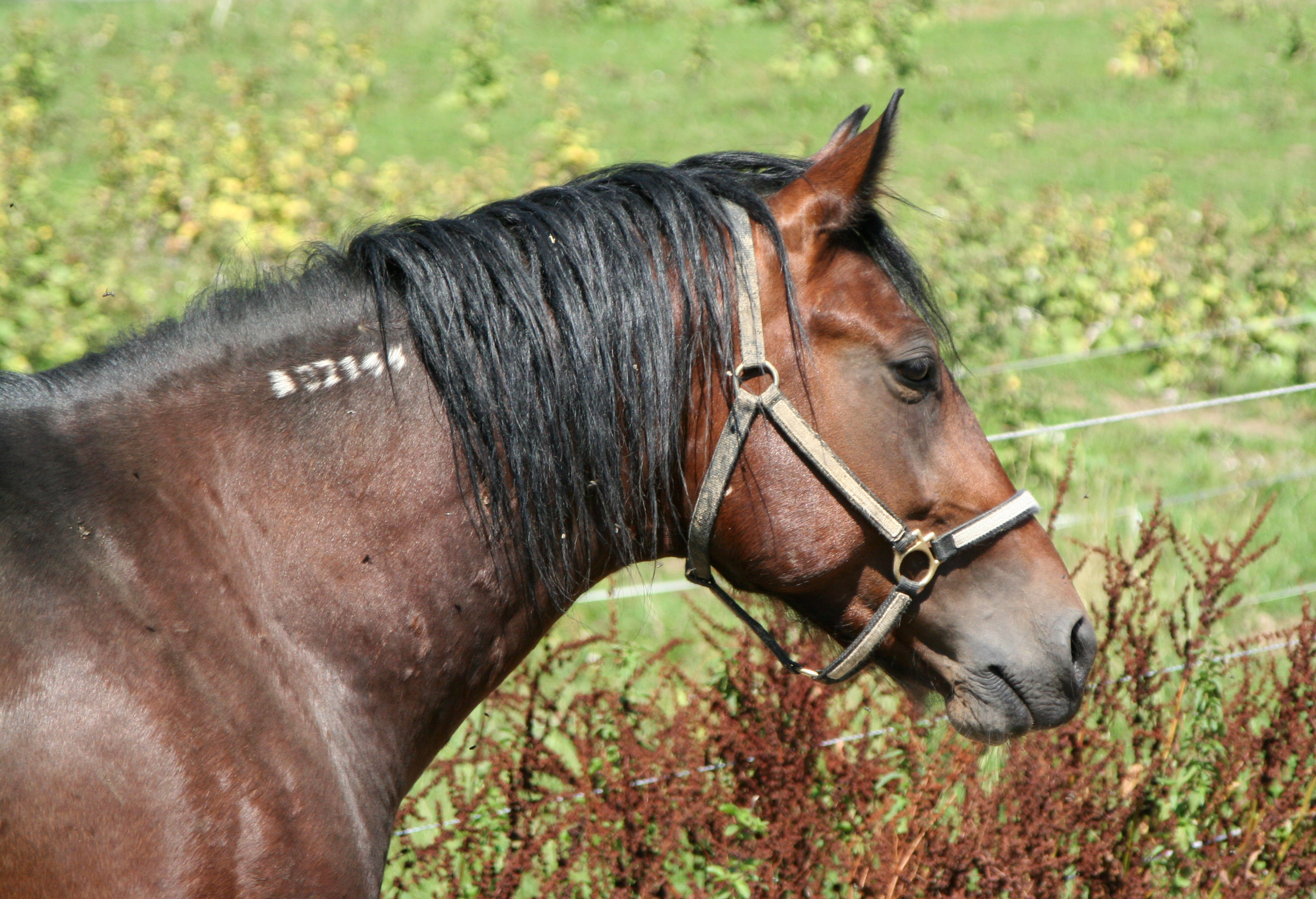
Cavall marcat amb nitrogen líquid

Avui dia el marcatge és menys habitual que en el passat. Tot i així, encara s'utilitza. A França i Alemanya, l’objectiu principal és la comercialització i promoció dels animals així identificats. El propòsit de la identificació, per demostrar la propietat d’animals perduts o robats, ha quedat obsolet amb la generalització del microxip. Segons un estudi de la Universitat de Göttingen, els compradors estan disposats a pagar uns 12 % més per a un cavall marcat q per un sense marcar.
Tanmateix, també s’utilitza l'estampació en fred. Això implica submergir el ferro en nitrogen líquid a −195,79 ° C (estan els cavalls sedats), creant una " marca de cremada ”(Similar a la creada per una ferro roent). Es forma una pigmentació del color i es destrueixen les arrels del cabell. L’avantatge del nitrogen és que els pèls es tornen blancs, mentre que amb un ferro roent, els pèls no tornen a créixer. Una marca feta amb nitrogen és molt més visible. Els Quarter Horse i Paint es marquen d'aquesta manera.
A França, el marcatge era obligatori per als cavalls que sortien en competició de cria (cicles clàssics) fins al 2005. A l'exèrcit, una marca al coll caracteritzava els cavalls sacrificats prematurament. A la Camarga, el marcatge amb ferro (anomenat ferrada) encara s’utilitza per identificar els ramats d’animals.
Diversos estats de l'oest dels Estats Units tenen lleis de marcatge estrictes, inclòs el registre de marques comercials i les inspeccions obligatòries. En molts casos, una marca en un animal es considera "prima facie" una prova de propietat.
En molts països, el marcatge s’ha substituït per etiquetes a les orelles (piercing) o per la implantació de xips electrònics individualitzats.

### Controvèrsies i microxip
De vegades es critica el marcatge d'animals com un acte de crueltat, que entra dins d'un cas típic de " patiment infligit en nom de la tradició i el màrqueting ”, Sobretot perquè tendeix a ser substituït per xips RFID.
En els cavalls, la sensibilitat al dolor dels quals s’havia negat des de fa temps, el marcatge provoca una exposició de la pell a 700 graus. Estudis veterinaris revelen que el cavall amb cicatrius de sabates manté la temperatura corporal 4 vegades superior ° C el dia del seu marcatge i de 2 a 4 ° C durant els propers sis dies. La part del cos que ha estat cicatritzada mostra les lesions típiques d'una cremada de tercer grau, amb carn necròtica. A tot Europa s’estan produint nombroses objeccions al marcatge d’animals amb ferro roent.
A França, la pràctica va cessar entre les races Selle Français i Anglo-arabe després de l'ús del xip d'identificació electrònic, però continua per a la raça Camargue.
A Alemanya, una campanya antimarcatge gairebé va provocar la prohibició de la raça hanoveriana, però la federació eqüestre alemanya va aconseguir reunir una petició per mantenir-la.
L’ús del marcatge per identificar animals i protegir-los contra el robatori es considera poc fiable: segons la investigadora Manuela Wulf, de 60 anys El percentatge d'identificacions individuals de cavalls per part d'un comitè d'experts falla amb el marcatge, mentre que la lectura del microxip és gairebé 100 fiable %.

## En humans

### Origen
El marcatge humà s'ha practicat en contexts d'esclavitud, tortura i empresonament i en determinats grups humans. Generalment considerat bàrbar per l’intens dolor causat i sobretot pel seu caràcter indeleble, la pràctica es va prohibir gradualment quan no era estrictament voluntària (cosa que pot ser el cas en determinades pràctiques de modificació corporal voluntària o en un context BDSM).
En el marc del tràfic d’esclaus, l'esclau estava marcat per un cartell que designava qui era el seu amo. L'esclau podia tenir tantes marques com propietaris successius havia tingut. A França, el Codi Negre es reservava per als esclaus fugitius o per als castigats per robatori.

### Marcatge a França, sota l'Antic Règim i alseglexix
Hi havia una sentència aplicada en l'Antic Règim, que consistia en marcar una flor de lis amb un ferro roent sobre els condemnats a determinades sentències de desterrament. El "Codi negre» de 1685, que regulava l'esclavitud, va establir aquesta mateixa marca com a càstig per als esclaus fugitius o els castigats per robatori. El 1724 es va canviar el marcatge dels presos de dret comú : en lloc d'una flor de lis, es cremava a la pell un "codi" corresponent al delicte pel qual havia estat condemnat el pres (V per lladre, M per a captaire i GAL per als condemnats a les galeres). Aquest sistema es va utilitzar en altres llocs, per exemple a les presons militars canadenques. : D per a la deserció i BC (mal caràcter) per a individus mal considerats per la jerarquia; la majoria dels homes marcats van ser enviats a colònies llunyanes.
El marcatge combina així el dolor físic de la cremada amb la humiliació, sent reconegut el condemnat per tothom (la marca està gravada en una part visible del cos). Així, actua com una mena d’antecedents penals inesborrables.
El 1810, el Codi Penal preveia el marcatge a l'espatlla dreta del condemnat amb un signe distintiu de la seva culpa. : T per treballs forçats, TP per cadena perpètua i F per falsificadors. Aquesta pràctica va ser abolida per la llei de28.

### Marcatge voluntari

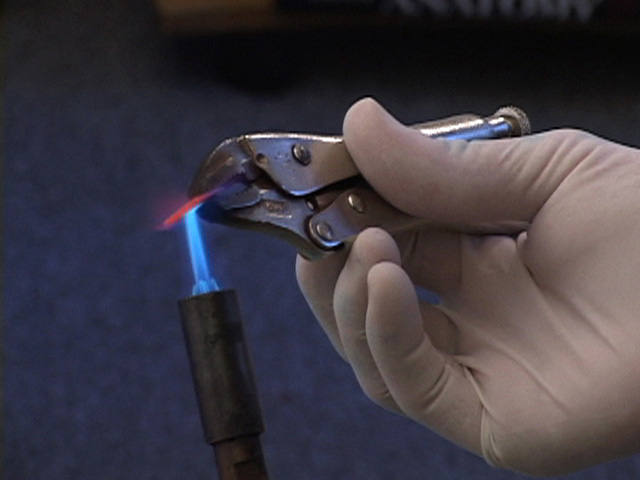
Toronto, Ontario. Ferro de marcar escalfat al propà, 2005

El terme "marcatge voluntari" s'utilitza aquí per agrupar pràctiques que no pertanyen al dret penal ni a l'esclavitud. A més del seu ús com a ritu d'iniciació en determinades colles de carrer o de fraternitat (el caràcter voluntari del qual també es pot qüestionar, a causa de la forta pressió social induïda), aquesta pràctica, en particular, entre certs seguidors de modificacions corporals com el tatuatge o l'escarificació. Després es designa amb el nom anglès de branding (el cantant del grup Deicide, Glen Benton, amb una creu invertida al front). També es practica en certs cercles de BDSM, com descriu per exemple Eva Delambre a la seva novel·la Marqués au fer, que intenta explorar el mecanisme psicològic mentre descriu el dolor causat.
En casos extremadament rars, s’ha utilitzat el marcatge com a mètode d’activisme polític. A França, alguns membres del grup antiespesista 269 Life France s'han organitzat així als carrers de París, diversos membres voluntaris s'han marcat amb una planxa roent, en protesta contra el consum de carn.

### Personatges famosos
Milady de Winter, personatge de ficció, agent del cardenal Richelieu a la novel·la Les Trois Mousquetaires d'Alexandre Dumas, estava marcada amb una flor de lys, que significa que era una lladre i, per tant, condemnada a la pena de mort.
A Batman V Superman, el cavaller fosc marca les seves preses amb un ferro roent.